# Царинське
Царинське (пол. Caryńskie) — давнє українське село в Закерзонні (Підкарпатське воєводство, Бещадський повіт) у гміні Літовищі, солтистві Дверник.

## Назва
Походить від українського слова «царина», яким позначали поле, засіяне зерновими культурами.

## Історія
Перша згадка про Царинське сягає 1620 року, село закріпачене Кмітами. До 1772 р. село знаходилося в Сяноцькій землі Руського воєводства.
У 1772—1918 роках село перебувало у складі Австро-угорської монархії, у провінції Королівство Галичини та Володимирії. 
У листопаді 1918 року село ввійшло до складу Західноукраїнської Народної Республіки, однак у травні 1919 року було окуповане польськими військами.
У 1919—1939 роках — у складі Польщі. Село належало до Ліського повіту Львівського воєводства, у 1934—1939 роках входило до об'єднаної сільської ґміни Ступосяни. У 1921 році в селі було 63 будинки і 402 мешканці, з них 381 греко-католик і 21 юдей. На 1 січня 1939 року в селі мешкало 480 осіб, з них 460 українців і 20 євреїв
У 1945-1946 роках село часто служило місцем постою відділів УПА. У травні 1946 року жителів виселено до СРСР, а церква і будівлі в селі спалені.

### Греко-католицька церква Святого Дмитра

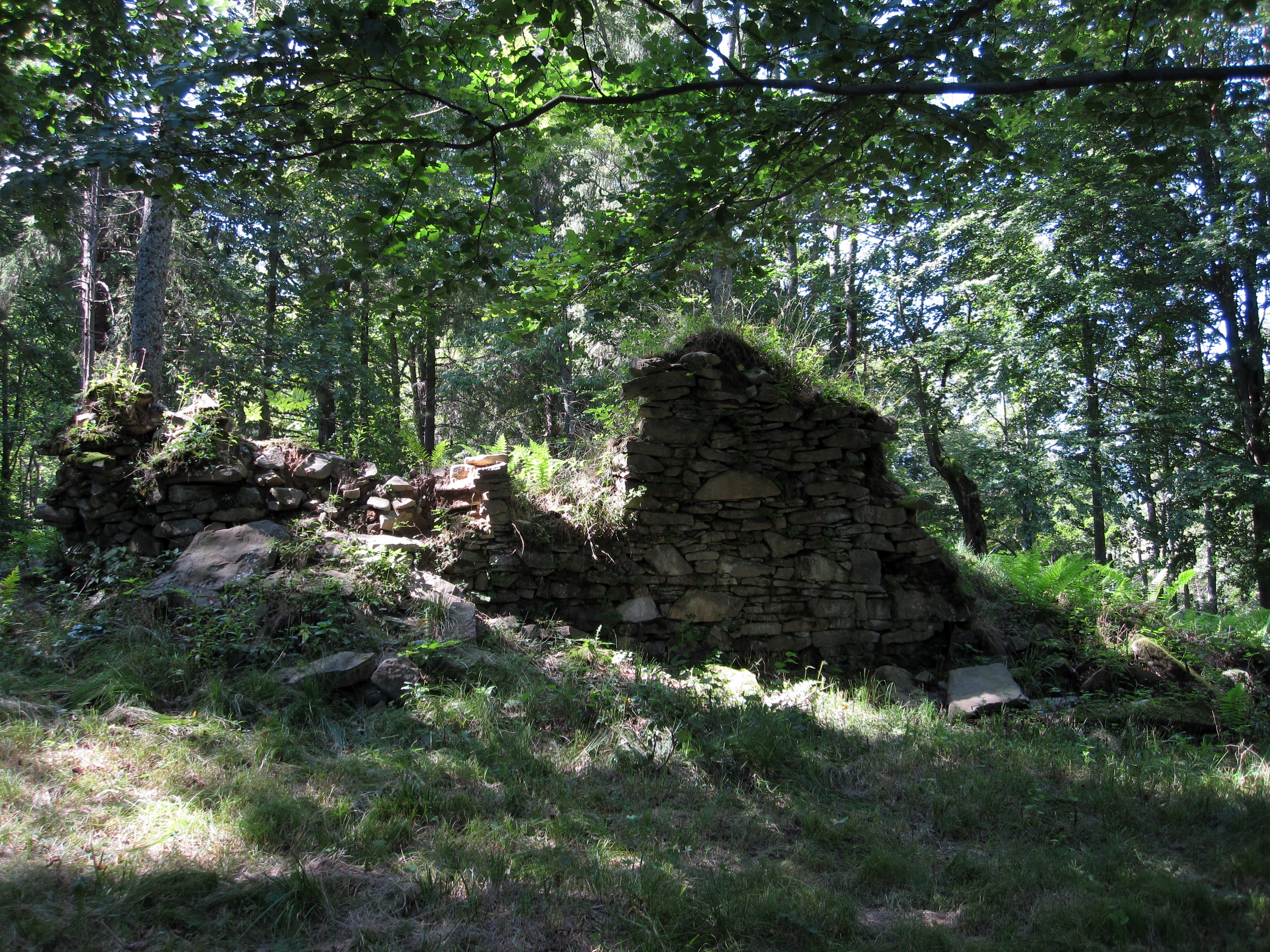
Руїни церквища у 2011 р.

В селі була парафія Затварницького (з 1924 р. — Лютовиського) деканату Перемишльської єпархії УГКЦ. Дерев'яна церква збудована в 1795 році, в 1897 році відновлена та наново посвячена. Належала до бойківського типу церков. Мала визнане папою Левом XIII право проведення відпустів на свято Івана Хрестителя. Саме Івану Хрестителю була присвячена дерев’яна каплиця, перебудована в 1929 р. на муровану.

### Демографія
- 1785 — 325 греко-католиків, 5 юдеїв;
- 1840 — 400 греко-католиків;
- 1859 — 426 греко-католиків;
- 1879 — 346 греко-католиків;
- 1899 — 463 греко-католики;
- 1921 — 402 особи (381 греко-католик, 21 юдей);
- 1926 — 420 греко-католиків;
- 1938 — 473 греко-католиків, 6 римо-католиків, 24 юдеї;
- 2004 — 3 особи.

## Відомі люди
- Олександр Іскрицький — український адвокат у місті Сяніку, громадсько-політичний діяч.